# La Chaîne du père Noël
La Chaîne du Père Noël est une chaîne de télévision éphémère de Noël, lancée par Canal J, TiJi sur Canalsat. Elle consacre ses programmes au 3-6 ans. Son premier lancement a lieu le 5 novembre 2011.
Lancée comme une chaîne événementielle pour Canalsat, elle devient une chaîne publicitaire pour ce bouquet lors de la quatrième saison[réf. souhaitée], en étant diffusée sur chaque opérateur. Elle est diffusée sur Canalsat jusqu'en janvier 2019.
De novembre 2019 à janvier 2024, la chaîne est une exclusivité Orange.
Les chaînes Gulli, TiJi et Canal J sont concernées.

## Historique
La Chaîne du Père Noël est une chaîne de télévision thématique éphémère. Elle est le fruit d'un partenariat entre FCA Productions (Marc Rousseau) et le pôle TV de Lagardère Active. Elle est lancée le 5 novembre 2011. Elle décomptait ludo éducativement (dans la saison 2023-2024 c'était plus éducatif)[Quoi ?] les jours avant Noël avec la diffusion de films, de dessins animés, de jeux interactifs et de spectacles, tous les jours de 6 h à 22 h.

## Diffusion
La Chaîne du Père Noël est diffusée sur les réseaux de Canal+, en exclusivité durant les 3 premières saisons.
La première saison est diffusée du 5 novembre 2011 au 25 décembre 2011 sur le bouquet Canalsat.
Elle est relancée pour une deuxième saison entre le 17 novembre 2012 et le 6 janvier 2013, dans le même principe de décompter les jours avant le 25 décembre et disparaîtra le 6 janvier 2013.
La Chaîne du Père Noël est reconduite pour une troisième saison entre le 1er décembre 2013 et le 5 janvier 2014 avec le même principe de décompter les jours avant le 25 décembre, date de Noël et disparaît le 5 janvier 2014.
Pour sa quatrième saison, elle est diffusée entre le 29 novembre 2014 et le 4 janvier 2015. Sa diffusion est étendue aux opérateurs ADSL (Free, Orange, SFR et Bouygues Telecom) ainsi que les services pédiatriques de certains hôpitaux. Cette année-là, en plus de TiJi et Canal J, les chaines Piwi+, Télétoon+ et Nickelodeon s'associent à la chaîne.
Durant la cinquième saison, la chaîne ne diffuse de nouveau que les programmes de TiJi et Canal J. Elle était diffusée gratuitement sur Canalsat et Orange.
La Chaîne du Père Noël est reconduite du 26 novembre 2016 au 2 janvier 2017 pour une sixième saison. Elle est diffusée sur Canalsat, Free et Orange. L'identité visuelle change, présentant un nouveau logo.
Elle est diffusée, pour une septième saison, entre le 25 novembre 2017 et le 7 janvier 2018 sur Canal, la TV d’Orange, la Freebox Révolution et sur l’application myCanal, ainsi que dans les services pédiatriques de certains hôpitaux. Cette année-là, la chaîne est accessible uniquement dans les offres Canal ou les bouquets Canal de Free et Orange.
La chaîne est diffusée, pour une huitième saison, entre le 24 novembre 2018 et le 5 janvier 2019 sur Canal, sur la TV d’Orange, pour les abonnés de Free tv by Canal Panorama et famille by canal et sur l’application myCanal.
La diffusion de la neuvième saison se fait entre le 23 novembre 2019 et le 5 janvier 2020 en exclusivité sur la TV d’Orange et Telenet. Elle est aussi présente sur Voo (Belgique). C'est la première année où la chaîne est absente de Canal.
La Chaîne du Père Noël est diffusée, pour une dixième saison, entre le 21 novembre 2020 et le 3 janvier 2021 en exclusivité française sur la TV d'Orange. Elle est diffusée en Belgique par l'opérateur Voo et Telenet. En Suisse, elle est pour la première fois sur UPC canal 29 et au Liban sur Cablevision.
Elle revient à partir du 20 novembre 2021 et jusqu'au 2 janvier 2022 pour une onzième saison. Elle est en exclusivité sur la TV d'Orange.
Pour sa douzième saison, La Chaine du Père Noël est proposée du 19 novembre 2022 au 1er janvier 2023 toujours sur la TV d’Orange.
Pour la treizième année consécutive, La Chaîne du Père Noël revient du 25 novembre 2023 au 7 janvier 2024. Elle est à nouveau diffusée sur la TV d’Orange.
La chaîne n'est pas renouvelée pour une quatorzième année.

### Récapitulatif des saisons
| Saison | Date de début     | Date de fin      | Nombre de jours |
| ------ | ----------------- | ---------------- | --------------- |
| 1      | 5 novembre 2011   | 25 décembre 2011 | 51              |
| 2      | 17 novembre 2012  | 6 janvier 2013   | 50              |
| 3      | 1er décembre 2013 | 5 janvier 2014   | 36              |
| 4      | 29 novembre 2014  | 4 janvier 2015   | 37              |
| 5      | 25 novembre 2015  | 3 janvier 2016   | 40              |
| 6      | 26 novembre 2016  | 2 janvier 2017   | 38              |
| 7      | 25 novembre 2017  | 7 janvier 2018   | 43              |
| 8      | 24 novembre 2018  | 5 janvier 2019   | 43              |
| 9      | 23 novembre 2019  | 5 janvier 2020   | 44              |
| 10     | 21 novembre 2020  | 3 janvier 2021   | 44              |
| 11     | 20 novembre 2021  | 2 janvier 2022   | 44              |
| 12     | 19 novembre 2022  | 1er janvier 2023 | 44              |
| 13     | 25 novembre 2023  | 7 janvier 2024   | 43              |

## Logos

Logo du 5 novembre 2011 au 3 janvier 2016.
Logo du 26 novembre 2016 au 7 janvier 2024.

## Programmes

### Dessins animés
Certains dessins animés ont été spécialement créés pour la chaîne[Lesquels ?].
- Chris & Mas et la fabrique du Père Noël [2011-2018]
- Bienvenue dans la maison du Père Noël’ [depuis 2013]
- Pororo Le Petit Pingouin [2011-201?]
- Defi Noël [depuis 2019]
- Ranger Rob [depuis 2020]
- Petit Père Noël [depuis 2021]
- Les minis ateliers de Noël [depuis 2011]
- L'Apprenti Père Noël [depuis 2011]
- Robin des Bois, Malice à Sherwood [depuis 2022]
- Oui-Oui [2011-2015]
- Petit Potam [2011-2013]
- Super Tom et Les Motamots[2011-2012]
- Le monde secret du Père Noël [2011-2017]
- Télétubbies [2011-2015]
- Toupie & Binou [2011-2012]
- Toupou [2011]
- Heidi [2016-2020]
- Oggy et les Cafards [depuis 2013]
- T'choupi [depuis 2015]
- Milo [depuis 2023]
- Gus, le chevalier minus [depuis 2023]
- Le calendrier du Père Noël [depuis 2023]
- Polly Pocket [depuis 2020]
- Enchantimals [depuis 2017]
- L’agence galactique [depuis 2023]
- Oscar et Malika, toujours en retard ! [depuis 2022]
- Kung Fu Panda [depuis 2022]
- Barbie Dreamhouse Adventures [depuis 2019]
- Super 4 [2014-2021, 2023-]
- Zig & Sharko [depuis 2023]